# Tapsony
Tapsony es un pueblo ubicado en el distrito de Marcali, en el condado de Somogy, Hungría.

## Superficie
Posee una superficie de 31,61 kilómetros cuadrados.

## Demografía
Hasta 2019 la población era de 637 habitantes, con una densidad de población de 20,15 habitantes por kilómetro cuadrado.